# Theodor Bilharz
Pour les articles homonymes, voir Bilharz.
Theodor Maximilian Bilharz (né à Sigmaringen (principauté de Hohenzollern-Sigmaringen) le 23 mars 1825 - mort au Caire le 9 mai 1862) est un parasitologue allemand formé à l'université de Tübingen. Il a laissé son nom à une parasitose grave, endémique en Égypte, la schistosomiase ou bilharziose.

## Biographie
Fils d'un conseiller princier au service de la cour de Sigmaringen, Theodor Bilharz manifesta très jeune un intérêt pour les sciences naturelles et l'entomologie. Son père le laissa se constituer un petit cabinet où il conservait une collection de papillons. Encouragé par un oncle suisse qui lui légua sa bibliothèque scientifique, il termina ses études secondaires au lycée de Sigmaringen puis étudia la biologie à l'Université de Fribourg-en-Brisgau sous la direction de Friedrich Arnold. Bilharz suivait bien d'autres cours : philosophie morale, histoire de la littérature allemande, archéologie, grammaire des langues anciennes, botanique, anatomie et anthropologie. Puis il partit suivre les cours de médecine interne d'Hugo von Mohl, et ceux de pathologie de Wunderlich à l'université de Tübingen de 1845 à 1849. Il approfondit ses connaissances de botanique, étudia la chirurgie sous la direction de Victor von Bruns, et la gynécologie avec Franz Breit (de). Il soutint sa thèse, consacrée au sang des invertébrés, en 1847, et fut reçu à l'examen d'état de médecine en 1849 à Sigmaringen ; il reprit néanmoins ses études à Fribourg, pour collaborer aux travaux de Carl von Siebold sur l'anatomie comparée des invertébrés, et fut reçu docteur en médecine en 1850 à Tübingen.
C'est en 1851, alors qu'il travaillait à l'hôpital Kasr el Aini du Caire, qu'il découvrit le Distomum haematobium, appelé plus tard Schistosoma haematobium, un ver parasite qui s'installe dans les vaisseaux sanguins des organes internes où ils peuvent survivre de vingt à trente ans, mis en évidence durant la construction du canal de Suez.
Il mourut du typhus, contracté lors d'une expédition à Massaoua avec le duc de Saxe-Cobourg et Gotha.

## Postérité
En 1960, le professeur Dr. Ahmed Hafez Mousa décide de créer un institut de recherche sur les médecines tropicales. Deux ans plus tard, le Theodor Bilharz Research Institute (en) (TBRI) est inauguré à Gizeh, devenant un des plus célèbres hôpitaux du monde spécialisé dans la lutte contre les maladies endémiques, notamment la bilharziose et ses conséquences, les maladies parasitaires et virales qui l'accompagnent.